# Gare de Ruffey
La gare de Ruffey est une gare ferroviaire française de la ligne de Dijon-Ville à Is-sur-Tille, située sur le territoire de la commune de Ruffey-lès-Echirey, dans le département de la Côte-d'Or en région Bourgogne-Franche-Comté.
Elle est mise en service en 1872 par la Compagnie des chemins de fer de Paris à Lyon et à la Méditerranée (PLM).
C'est une halte voyageurs de la Société nationale des chemins de fer français (SNCF), desservie par des trains TER Bourgogne-Franche-Comté.

## Situation ferroviaire
Établie à 252 mètres d'altitude, la gare de Ruffey est située au point kilométrique (PK) 327,771 de la ligne de Dijon-Ville à Is-sur-Tille, entre les gares de Dijon-Porte-Neuve  et de Bretigny - Norges.

## Histoire

### Station du PLM

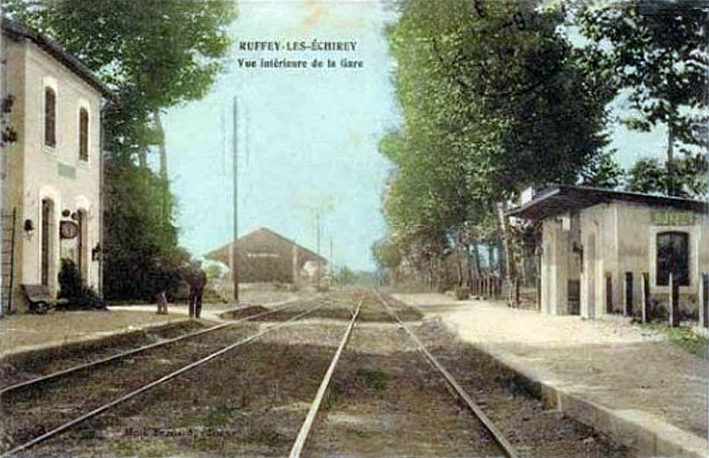
La gare vers 1910.

La station de Ruffey est mise en service le 28 octobre 1872 par la Compagnie des chemins de fer de Paris à Lyon et à la Méditerranée (PLM), lorsqu'elle ouvre à l'exploitation la section de Dijon à Is-sur-Tille de sa ligne de Dijon à Langres.
Par décision du ministre des postes et des télégraphes, en date du 22 septembre 1879, elle est ouverte au service de la télégraphie privée.
En 1911, elle figure dans la nomenclature des gares, stations et haltes de la Compagnie du PLM. C'est une station ouverte au service complet de la grande vitesse, à l'exclusion des chevaux chargés dans des wagons-écuries s'ouvrant en bout et des voitures à quatre roues, à deux fonds et à deux banquettes dans l'intérieur, omnibus, diligences, etc. Elle est également ouverte au service complet de la petite vitesse avec les mêmes restrictions. Elle est située sur la ligne de Dijon à Is-sur-Tille, entre la gare de Dijon-Porte-Neuve et la halte de Bretigny-Norges.
Dans les années 1910, la station PLM comporte un bâtiment voyageurs à deux ouvertures et un étage sous une toiture à deux pans, un abri de quai, une aiguille entre les deux voies et un halle à marchandises en bois (voir image ci-dessus).

### Gare puis halte de la SNCF
L'ensemble des installations de la station du PLM sont détruites, sans doute, au cours de la deuxième moitié du XXe siècle. 
En 2012, c'est une halte voyageurs avec deux quais disposant chacun d'un abri, il n'y a plus de traces des anciens bâtiments du PLM.

## Fréquentation
De 2015 à 2023, selon les estimations de la SNCF, la fréquentation annuelle de la gare s'élève aux nombres indiqués dans le tableau ci-dessous.
| Année     | 2015   | 2016   | 2017   | 2018   | 2019   | 2020   | 2021   | 2022   | 2023   |
| --------- | ------ | ------ | ------ | ------ | ------ | ------ | ------ | ------ | ------ |
| Voyageurs | 17 446 | 13 713 | 15 158 | 13 066 | 11 368 | 13 979 | 14 595 | 18 585 | 15 566 |

## Service des voyageurs

### Accueil
Halte SNCF, c'est un point d'arrêt non géré (PANG) à entrée libre. Elle est équipée d'un automate pour l'achat de titres de transport. Les deux quais disposent d'un abri pour les voyageurs.
Un passage piéton de niveau planchéié permet la traversée des voies et l'accès aux quais.

### Desserte
Ruffey est desservie par des trains TER Bourgogne-Franche-Comté qui effectue des missions entre les gares de Dijon-Ville et d'Is-sur-Tille

### Intermodalité
Un parc pour les vélos et un parking pour les véhicules y sont aménagés.